# ناتینا رید
ناتینا رید (به انگلیسی: Natina Reed)(زاده ۲۸ اکتبر ۱۹۸۰-درگذشته ۲۶ اکتبر ۲۰۱۲) خواننده-ترانه‌سرا، رپر و بازیگر آمریکایی بود که از کارهای معروف او می‌توان به بازی در فیلم آن را روشن کنید اشاره کرد.